# 오타와 국제 애니메이션 페스티벌

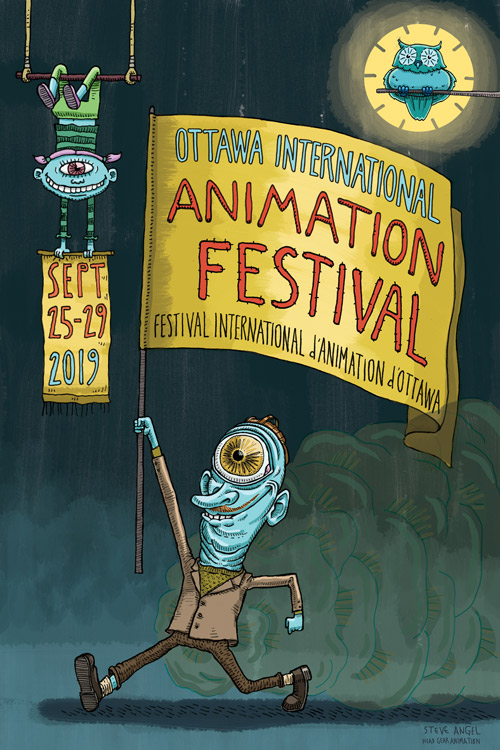

오타와 국제 애니메이션 페스티벌 (Ottawa International Animation Festival / OIAF, 또는 오타와 애니메이션 영화제)는 캐나다의 오타와에서 매년 9월에 개최되는 북아메리카 최대 규모의 애니메이션 페스티벌이다. 국제 애니메이션 영화협회 공인 국제영화제로 등록되어 있으며, 안시, 자그레브, 히로시마 영화제와 함께 세계 4대 애니메이션 영화제로 꼽힌다.
1976년부터 시작되어 2년마다 개최하였으나, 2005년 제16회 영화제부터는 매년 개최하는 것으로 바뀌었다.

## 부문
- 장편 부문(Feature Film) :45분 이상의 애니메이션 작품
- 단편 부문(Independent Short Films Competition) : 30분 이하의 애니메이션 작품
- 학생 부문(Student Animation Competition) : 학생이 제작한 작품
- 광고 부문(Commissioned Films Competition) : 특정 기업이나 프로모션을 위해 제작된 애니메이션 작품.
- 아동 대상 부문(Films/Videos Made for Children) : 0세에서 12세까지의 아동을 대상으로 제작된 작품.

## 단편 그랑프리 수상작
| 연도   | 제목                                                 | 감독                 | 국적                       |
| ------ | ---------------------------------------------------- | -------------------- | -------------------------- |
| 1976년 | 거리 The Street                                      | 캐럴라인 리프        | 캐나다                     |
| 1978년 | 대서양 횡단 La traversée de l'Atlantique à la rame   | 장 프랑수아 라기오니 | 프랑스                     |
| 1980년 | 우부 Ubu                                             | 제프 댄버            | 영국                       |
| 1982년 | 크랙! Crack!                                         | 프레데릭 백          | 캐나다                     |
| 1984년 | 칩 Chips                                             | 예지 쿠차            | 폴란드                     |
| 1986년 | 개구리와 개와 악마 The Frog, the Dog, and the Devil  | 밥 스텐하우스        | 뉴질랜드                   |
| 1988년 | 나무를 심은 사람 L'homme qui plantait des arbres     | 프레데릭 백          | 캐나다                     |
| 1990년 | 그의 아내 암탉 Hen, His Wife                         | 이고르 코바료프      | 슬로바키아 사회주의 공화국 |
| 1992년 | 두 자매 Two Sisters                                  | 캐럴라인 리프        | 캐나다                     |
| 1994년 | 월레스와 그로밋 - 전자바지 대소동 The Wrong Trousers | 닉 파크              | 영국                       |
| 1996년 | 창가의 새 Bird in the Window                         | 이고르 코바료프      | 러시아・ 미국              |
| 1998년 | 당근의 밤 The Night of the Carrots                   | 프리트 파룬          | 에스토니아                 |
| 2000년 | 불고리 Ring of Fire                                  | 안드레아스 히카데    | 독일                       |
| 2002년 | 홈 로드 무비 Home Road Movies                        | 로버트 브래드브루크  | 영국                       |
| 2004년 | 라이언 Ryan                                          | 크리스 랜더러스      | 캐나다                     |
| 2005년 | 밀크 Milch                                           | 이고르 코바료프      | 미국                       |
| 2006년 | 꿈과 욕망: 가족애 Dreams & Desires: Family Ties      | 조아나 퀸            | 영국                       |
| 2007년 | 카프카 시골의사 カフカ 田舎医者                      | 야마무라 고지        | 일본                       |
| 2008년 | 전기톱 Chainsaw                                      | 데니스 트비코프      | 오스트레일리아             |
| 2009년 | Kaasündinud Kohustused                               | 라오 헤이드메츠      | 에스토니아                 |
| 2010년 | 익스터널 월드 The External World                     | 데이비드 오렐리      | 아일랜드                   |
| 2011년 | 목시 Moxie                                           | 스테판 어윈          | 영국                       |
| 2012년 | 정크야드 Junkyard                                    | 히스코 훌싱          | 네덜란드                   |
| 2013년 | 론리 본즈 Lonely Bones                               | 로스토               | 프랑스・ 네덜란드          |
| 2014년 | 히포포타미 Hippos (Hipopotamy)                       | 표토르 드마바        | 폴란드                     |
| 2015년 | 모자 쓴 난쟁이들 Small People With Hats              | 사리나 니헤이        | 영국                       |
| 2016년 | 난 여자애들이 좋다 J'aime les filles                 | 디안 오봉사윈        | 캐나다                     |
| 2017년 | 어글리 Ugly                                          | 니키타 디어클        | 독일                       |

## 장편 그랑프리 수상작
| 연도   | 제목                                            | 감독                        | 국적            |
| ------ | ----------------------------------------------- | --------------------------- | --------------- |
| 2004년 | 개구리의 예언 Raining Cats and Frogs            | 자크레미 지레르             | 프랑스          |
| 2005년 | 구역 The District!                              | 아론 가우데르               | 헝가리          |
| 2006년 | 더 크리스티스 The Christies                     | 필 멀로이                   | 영국            |
| 2007년 | 페르세폴리스 Persepolis                         | 뱅상 파로노 마르얀 샤트라피 | 프랑스          |
| 2008년 | 테라 Terra                                      | 애리스토메니스 트루버       | 미국            |
| 2009년 | 메리와 맥스 Mary and Max                        | 애덤 엘리엇                 | 오스트레일리아  |
| 2010년 | 안녕 크리스티 씨 Goodbye, Mister Christie       | 필 멀로이                   | 영국            |
| 2011년 | 죽었다 그러나 묻히진 않았다 Dead But Not Buried | 필 멀로이                   | 영국            |
| 2012년 | 주름 Arrugas                                    | 이그나시오 헤레라스         | 스페인          |
| 2013년 | 티토와 함께 Tito on Ice                         | 막스 안데르손 헬레나 아호넨 | 스웨덴          |
| 2014년 | 부자의 도미니언 Seth’s Dominion                 | 뤽 샹베를랑                 | 캐나다          |
| 2015년 | 숨겨진 숲의 비밀 Over The Garden Wall           | 패트릭 마크헤일             | 미국・ 대한민국 |
| 2016년 | 해변의 루이즈 Louise en Hiver                   | 장 프랑수아 라귀니          | 프랑스・ 캐나다 |
| 2017년 | 밤은 짧아 걸어 아가씨야 夜は短し歩けよ乙女      | 유아사 마사아키             | 일본            |